# فرودگاه اتوپیسکت
فرودگاه اتوپیسکت (به انگلیسی: Attawapiskat Airport) یک فرودگاه همگانی با کد یاتا YAT است که یک باند فرود شن دارد و طول باند آن ۱۰۶۵ متر است. این فرودگاه در کشور کانادا قرار دارد و در ارتفاع ۹ متری از سطح دریا واقع شده‌است.

## شرکت‌های هواپیمایی و مقصدهای پروازی
| شرکت‌های هواپیمایی | مقصدهای پروازی                                                |
| ----------------- | ------------------------------------------------------------- |
| Air Creebec       | فورت آلبانی، کاشچوان، موسونی، پیوانوک، تیمینس/ویکتور ام. پاور |
| تاندر ایرلاینز    | فورت آلبانی، کاشچوان، موسونی، پیوانوک، تیمینس/ویکتور ام. پاور |

Note: Other private small airplanes/airlines (e.g. Wabusk Air, Bushland Airways Ltd., واسایا ایرویز) provide services or cargo to Attawapiskat and other locations only.